# Elena Viktorovna Tregubova
Elena Viktorovna Tregubova, scritta anche come Jelena Tregubowa (in russo, Елена Викторовна Трегубова; Mosca, 24 maggio 1973), è una giornalista russa.
È nota per le sue pubblicazioni e per i suoi due libri di chiara denuncia del governo di Vladimir Putin. Ha conseguentemente ricevuto una serie di minacce ed è stata vittima di un attentato, ed è stata costretta a lasciare la Russia. Attualmente risiede in Gran Bretagna come rifugiato politico.

## Biografia
Ha studiato giornalismo all'Università di Mosca negli anni novanta. La sua carriera inizia nel quotidiano Nezavisimaja Gazeta.
Tra il 1997 e il 2001 fa parte del pool di giornalisti del Cremlino, seguendo le attività presidenziali prima di El'cin e poi di Vladimir Putin per i giornali Kommersant, Izvestija e Russkij telegraf.
È stata anche commentatrice politica per il settimanale Kommersant. I suoi articoli si sono distinti per un tono apertamente critico e nel 2000 è stata privata dell'accreditamento presso il Cremlino per aver rifiutato censure ai suoi articoli.
Nel 2003 pubblica il libro I mutanti del Cremlino (Mosca, Ad Marginum, nella traduzione letterale “Piccole storie del digger del Cremlino”) dove la giovane giornalista racconta l'involuzione antiliberale avvenuta in Russia durante il governo di Putin. Il libro, che ha venduto 200 000 copie in patria, è stato scritto quando era ancora tra i cronisti parlamentari, quindi racconta dall'interno gli intrighi ed i segreti degli attuali signori del Cremino. Condanna apertamente la censura organizzata in Russia la cui pressione ha cominciato a subire subito dopo la nomina alla presidenza di Putin. È fortemente critica sulla politica di Vladimir Putin dell'affossamento della libertà giornalistica. Avverte del crollo delle riforme liberali in Russia, del pericolo di un regime tipo fascista. Nelle sue pubblicazioni non nasconde una certa nostalgia per i tempi di Eltsin e l'euforia della perestroika degli inizi.
Dopo la pubblicazione del libro è stata espulsa anche dal Kommersant. Il 2 febbraio 2004 un ordigno è scoppiato sul pianerottolo della sua casa. Tregubova è miracolosamente scampata all'esplosione.
Nel 2004 esce il secondo libro di Elena Tregubova, L'addio del digger del Cremino (Mosca, Ad Marginem).
Il libro I mutanti del Cremlino è stato pubblicato in Italia da Edizioni Piemme nell'autunno 2005.
Il 23 aprile 2007 ha chiesto asilo politico in Gran Bretagna. Ha dichiarato di aver ricevuto informazioni tali che se ritornasse in Russia sarebbe quasi sicuramente vittima di un assassinio politico. Il 2 aprile 2008 ha riferito pubblicamente che l'asilo in Inghilterra le è stato concesso..